# Београдске фонтане
Београдске фонтане су 43 украсна грађевинска објеката на територији београдских општина, базиране на једном или више извору воде која слива у одређени базен а затим одлива. Једноставне су или сложене, разноврстне архитектуре и инфраструктуре. Поједине Београдске фонтане као свој украсни део садрже статуе разник ликова, или уметничких дела, различите вредности.
Главни мотив код већине београдских фонтана је млаз воде, који се под јаким притиском испушта из неког дела фонтане и који расипа водене капи по својој околини. Неке су украсно осветљене а неке не. Млазови  воде у Београдским фонтанама могу бити високи и по више десетина метара, као што је то млаз воде који је у виду гејзера код фонтане на Ади Циганлији.

## Општина Стари Град
| Р.б. | Назив                                             | Адреса                      |
| ---- | ------------------------------------------------- | --------------------------- |
| 1.   | фонтана „Каскада“                                 | Андрићев венац бб           |
| 2.   | фонтана „Стакленац“ Трг републике                 | Македонска бб               |
| 3.   | фонтана „Девојка са крчагом“ у Пионирском парку   | Кнеза Милоша бб             |
| 4.   | фонтана испред Дома Народне скупштине             | Булевар краља Александра бб |
| 5.   | фонтана „Теразијска чесма“                        | Теразије бб                 |
| 6.   | фонтана на Тргу Николе Пашића                     | Булевар краља Александра бб |
| 7.   | фонтана „Буђење“ испред павиљона Цвијета Зузорић  | Парк Калемегдан             |
| 8.   | фонтана испред Културног центра Београда          | Коларчева бб                |
| 9.   | фонтана Мика Алас                                 | Панчићева бб                |
| 10.  | фонтана Стара Херцеговина                         | Венизелосова бб             |
| 11.  | фонтана „Жена са шкољком“, Безистан               | Теразије 25                 |
| 12.  | фонтана „Рибар“ или „Борба“ или „Човек са змијом“ | Парк Калемегдан             |
| 13.  | фонтана Бреза                                     | Трг републике бб            |
| 14.  | фонтана између два двора                          | Краља Милана бб             |

## Општина Савски венац
| Р.б. | Назив                                                   | Адреса                      |
| ---- | ------------------------------------------------------- | --------------------------- |
| 15.  | фонтана „Врело живота“ на платоу код Београђанке        | Краља Милана                |
| 16.  | фонтана „Слап“ испред Југословенског драмског позоришта | Краља Милана бб             |
| 17.  | фонтана Топчидер мала                                   | Парк Топчидер               |
| 18.  | фонтана „Младост“                                       | Плато испред Музеја 25. мај |
| 19.  | фонтана испред болнице „Др Драгиша Мишовић“             | Јована Мариновића 7         |
| 20.  | фонтана на Савском тргу                                 | Савски трг бб               |
| 21.  | фонтана „25. мај”                                       | Ботићева бб                 |
| 22.  | фонтана Топчидер велика                                 | Парк Топчидер               |

## Општина Палилула
| Р.б. | Назив                                | Адреса               |
| ---- | ------------------------------------ | -------------------- |
| 23.  | фонтана код Техничког факултета      | Рузвелтова бб        |
| 24.  | фонтана Ташмајдан                    | Парк Ташмајдан       |
| 25.  | фонтана „Пријатељства“ или „Славица“ | Маријане Грегоран 62 |
| 26.  | фонтана ЈП ПТТ                       | Таковска 2           |
| 27.  | фонтана испред СРЦ Ташмајдан         | Илије Гарашанина 26  |

## Општина Звездара
| Р.б. | Назив                                              | Адреса                   |
| ---- | -------------------------------------------------- | ------------------------ |
| 28.  | фонтана „Лира“ испред Дома културе „Вук Караџић“   | Булевар краља Александра |
| 29.  | фонтана Вуков споменик у парку „Ћирила и Методија“ | Краљице Марије           |

## Општина Земун
| Р.б. | Назив                                             | Адреса                             |
| ---- | ------------------------------------------------- | ---------------------------------- |
| 30.  | фонтана испред општине Земун                      | Магистарски трг бб                 |
| 31.  | фонтана на Омладинском тргу код пијаце Земун)     | Омладински трг бб                  |
| 43.  | фонтана и чесма на централном земунском шеталишту | Рскршће улица Господске и Лагумске |

## Општина Нови Београд
| Р.б. | Назив                          | Адреса                   |
| ---- | ------------------------------ | ------------------------ |
| 32.  | фонтана код биоскопа „Фонтана“ | Париских комуна 13       |
| 33.  | фонтана „Младост“              | Париских комуна – блок 1 |
| 34.  | фонтана „Водоноша“             | Отона Жупанчича 7        |
| 35.  | фонтана „Сава центар“          | Милентија Поповића 9     |
| 36.  | фонтана Ерпорт сити Београд    | Ерпорт сити Београд      |

## Општина Врачар
| Р.б. | Назив                                      | Адреса        |
| ---- | ------------------------------------------ | ------------- |
| 37.  | фонтана на платоу испред Храма Светог Саве | Крушедолска   |
| 38.  | фонтана код сировог камена                 | Његошева      |
| 39.  | фонтана Никола Тесла                       | Крунска улица |
| 40.  | Музичка фонтана на Славији                 | Трг Славија   |

## Општина Чукарица
| 41. | фонтана Чесма и шољица | Баново брдо, Пожешка улица |
| 42. | Гејзир на Ади          | Ада Циганлија              |

## Општина Раковица
| Р.б. | Назив                       | Адреса      |
| ---- | --------------------------- | ----------- |
| 43.  | Фонтана „Миљаковачки поток“ | Миљаковац 2 |